# Udruga splavara "Čika Mata"
Udruga splavara "Čika Mata" osnovana je 2004. na malom gradskom kupalištu u Slavonskom Brodu. Udrugu čine članovi koji su vlasnici splavi u području grada Broda.

## Osnivačka Skupština
Na Osnivačkoj Skupštini koja je održana 27. kolovoza 2004.g. na malom gradskom kupalištu u Slavonskom Brodu, osnovana je Udruga splavara "Čika Mata Marković", te su na istoj sjednici donesene sljedeće odluke:
- Odluka o pokretanju zahtjeva o upisu udruge u registar državne uprave u Brodsko-posavskoj županiji.

- Na sjednici je usvojen Statut udruge, pregledom kojeg je utvrđeo da je isti sukladan odredbama Zakona o udrugama.

- Da je temeljem odredbe članka 3a. Statuta udruge određeno da udrugu zastupaju predsjednik, tajnik i dva člana Upravnog odbora udruge.

- Da je na navedenoj sjednici Skupštine na funkciju predsjednika izabran Željko Šarčević, tajnik Franjo Luketić, a za članove Upravnog odbora Željko Jurić i Goran Mesić, te su prema tome određene osobe ovlaštene za zastupanje Udruge splavara "Čika Mata Marković".

- Da su ispunjeni svi zakonski uvjeti za upis Udruge splavara "Čika Mata Marković" u Registar udruga Republike Hrvatske.

## Životopis
Udruga nosi ime od Mate Markovića poznatog kao čika Mata, zanesenjaka, zaljubljenika, zarobljenika i čuvara rijeke Save i njenih kupališta – najprije Repićevog, a potom i onoga što je ostalo upamćeno kao Matino kupalište.
Čika Mata umire godine 1989., a već prije njegove smrti moglo se na rijeci naći desetak kućica na vodi (splavi). Postao je simbol ljubavi i poštovanja prema rijeci, stoga su brodski splavari na Savi ponosni što njihova udruga nosi Matino ime.
Danas se na rijeci Savi može naći 60-ak splavi, svaka se razlikuje od druge i ima svoju posebnost. Splavari kulturno, turistički, ekološki i zabavno djeluju u svome gradu. Tako organiziraju razne manifestacije u gradu i šire. Osim spusta Sisak - Brod, ekoloških akcija, sudjelovanje na manifestacijama u organizaciji grada i županije, splavari svake godine (zadnja subota u mjesecu kolovoz) u svome gradu prirede tradicionalnu 'bakljadu', gdje se s upaljenim bakljama, ugašenim motorima, pjesmom, ponekad i kupanjem spuste od mosta do svojih splavova.

## Povijest splavova
Slavonski Brod postoji više od 750 godina. Njegov zemljopisni položaj,kontinetalana klima i blizina rijeke uvjetovali su njegovim naseljavenjem. Rijeka je kroz povijest dijelila put i granice, kulturu i običaje ali su i mnogi u njoj vidjeli naćin odmora, razonode ali i zarade.

### Vodenice na Savi
Na području Slavonskog Broda bilo je nekoliko desetaka mlinova. To su bili veoma spori mlinovi a bili su postavljeni na tri šuplje iskopana hrastova debla. Mlin je pokretao tok rijeke koja je okretala sporo rotirajuću ležeću turbinu s velikim loparima napravljenu od dasaka. Pojavom mlinova na strojni i motorni pogon takvi mlinovi postepeno su nestajali iako su se još dosta dugo održali.
MLIN NA SAVI

Putujući sam slikar po Slavoniji.

Ovo je najljepša idila u krajoliku.

U mojoj slikopismoj strasnoj maniji,

ostvario sam drugu mi tematsku sliku.

Mlin na širokoj, dubokoj rijeci Savi

Lijeva obala, prisavski Slavonski Šamac,

Usidrena mlinarska kuća na splavi.

Do nje je vitlo, drži ga čamac.

Nema više mlinova na Savi.

Uništilo ih je industrijsko vrijeme.

Zamišljam meljavu u staračkoj glavi.

Žrvnjevi i kruh su moje odabrane teme.

Matija Pokrivka

### Repićevo kupalište
Repićevo kupalište nalazilo se pred ulazom u Zajčevu ulicu, ispred kuće g.Taradija (kemijska čistiona). Negdje 1886.g. sagradila su ga braća Karlo i Josef Repić, bunjevci iz Apatina. Karlo Repić oženio je Katarinu Beismann, a njena majka Ana vodila je kupalište do 1914.g. a tada ga preuzimaju Katarina i Karlo. Karlo umire 1928.g., a Katarina uz pomoć sina Dragutina nastavlja voditi kupalište. Repićeva splav imala je tri bazena kroz kojih je protjecala voda. Jedan bez dna i dva manja s dnom. Sunčalište na špicu bilo je najveće ali za žene zabranjeno jer je bilo izloženo pogledima s obale. Repićevi su iznajmljivali čamce ,prodavali piće (špricer ,pivo ,malinovac...) ,prodavali sendviče...Imali su i školu plivanja ,održavali natjecanja u plivanju i u skokovima. Sezona kupanja započimala je kada su to vremenski uvjeti dozvoljavali ali većinom u svibnju. Kupalište je imalo i svoj dnevni red kupanja. Žene i muškarci kupali su se odvojeno ,pa tako su se prije podne kupali muškarci, a poslije podne žene. Međutim s vremenom je to promijenjeno pa je dozvoljeno zajedničko kupanje. Na Repićevom kupalištu bila su i dva čuvara reda ,ujedno učitelji plivanja i skokova ; Grga i Mata. U bombardiranju za vrijeme drugog svjetskog rata, Repićevo kupalište je gotovo uništeno. Poslije rata je obnovljeno ali samo s dva bazena. To je kupalište vodio Mata Marković pa se i spominje kao "Matino kupalište".
No, radi nebrige i nerazumijevanja gradskih vlasti ovo je kupalište propadalo dok od nje nije ostala samo mala splav s jednom kabinom, na kojoj je čika Mata provodio dane sve do svoje smrti 1989.g.

### Splav Čika Mate - Markovića
Nakon Prvog svjetskog rata Repićevo kupalište je preuređeno.Vode ga udovica Katarina Repić i njezin sin Karlo Repić. Od godine 1936. pomaže im Mata Marković. Mata na splavi radi kao redar i kao instruktor plivanja. Za vrijeme Drugog svjetskog rata splav je totalno uništena.Poslije je obnovljeno ali u puno manjem obliku ,tu splav vodi Mata Marković.
Godine 1950. objavljen je podatak da je na gradskom kupalištu na Savi tj. na splavi koju je vodio Mata Marković prodano tijekom dana 2500 ulaznica. Istovremeno, brođani su se kupali na klubu kod mosta ,na Adi ,Poloju ,kod granika ,na Žutoj zemlji ,kod mlinova na Šlajsu ,preko Save u "Africi".
Splav zbog neodržavanja polako propada i postaje sve manjom. Negdje oko godine 1978. splav se sastojala od samo dvije kabine ,bila je uredno obilježena i na njoj su se okupljali brojni Matini prijatelji ,koji će tu obitavati sve do njegove smrti 1989.g.

## Aktivnosti
Udruga splavara "Čika mata" dosta je aktivna i prepoznatljiva u svome gradu, pa tako godine 2006. splavari prave izuzetan pothvat, i čamcima spajaju dvije županije Sisačko-moslavačku županiju i Brodsko-posavsku županiju. Ekološki djeluju na rijeci u svojim i u drugim akcijama što ih organiziraju pojedine udruge. Svake godine se opraštaju od ljeta sada već tradicionalnom bakljadom. Isto sudjeluju u svim manifestacijam u organizaciji turističke zajednice i drugim kulturnim događajima.

### Ekologija
Udruga splavara veliku pažnju daje na ekologiju, očuvanju rijeke, njenog sliva i obale. Organizira akcije čišćenja obale, nasipa i rijeke. Prati i prijavljuje državnim tijelima onečišćavanje rijeke, kako pojedinaca tako i velikih tvrtki koje svoj otpad bacaju u Savu.

Sava je danas zadovoljavajuće čista rijeka, a može biti još i bolja. Svijest čovjeka se vremenom mijenja i to više nije veliki problem, pojedinci još ponekad dođu i istovare svoje smeće na obalu ili u rijeku, ali to je rijetko, ostaju još velike i manje tvrtke gdje novac čini svoje ali Udruga splavara u suradnji s ekološkim udrugama radi što veći pritisak da bi se što više smanjilo zagađivanje rijeke.

### Spust čamcima Sisak – Sl.Brod
Udruga splavara "Čika Mata" godine 2006. po prvi puta je organizirala spust drvenim čamcima od Siska do Slavonskog Broda. Povodom Dana državnosti i Dana 108. legendarne brodske brigade spuštaju se čamcima od Siska do Slavonskoga Broda. Vrijeme održavanja je bilo od 22. lipnja – 25. lipnja 2006.g. Četiri dana plovidbe, tri mjesta stajanja (Krapje, Jablanac i Davor), 220 km riječnog put, 15 čamaca, 1 brod i tridesetak splavara obilježili su taj događaj na jedan nezaboravan ali po svoj mogućnosti, tradicionalan naćin. Naziv spusta je "Regata od Dana državnosti do Dana 108.brigade" i velika im je čast bila što su obilježili dva datuma od velike važnosti za državu Hrvatsku.

### Bakljada
Ono što svakako čini prepoznatljivo brodske splavare je tradicionalna "bakljada", koja se svake godine održava zadnje subote mjeseca kolovoza. Kada se spoji lijepo vrijeme, četrdesetak čamaca i stotinjak ljudi u njima, prizor bude fantastičan i nezaboravan. Inače, baklje koje pale nisu one klasične navijačke baklje, nego normalne drvene baklje koje gore plamenom i daju prelijep prizor. Prvi čamac s upaljenim bakljama polazi oko 19:30h sa zadnje splavi (koja se nalazi nizvodno) i kreće se prema mostu. Kako prolazi kraj splavova tako mu se drugi splavari priključuju s upaljenim bakljama i svi zajedno dolaze do mosta gdje se gase motori i uz pjesmu se lagano spuštaju niz Savu. Veselje tada nastavljaju na svojim splavovima, gdje pjesma, ples i tamburica traju do kasno u noć ili neki bi rekli, do rano u jutro.

## O Udruzi
Udruga splavara "Čika Mata Marković" osnovana je 2004.g. u mjesecu kolovozu na malom gradskom kupalištu u Slavonskom Brodu. Izabrano je predsjedništvo od 11 članova kojeg inače čine, predsjednik, dopredsjedniik, tajnik, rizničar i sedam članova predsjedništva. Udruga ima 40-ak redovnih i desetak počasnih članova. Djeluje na području grada, ali održava kontakte i s drugim splavarima širom Hrvatske.
Splavari su obični ljudi kao i svi drugi ali ipak na neki naćin posebni, neki bi rekli čudaci ili zanesenjaci, jer svoj život vežu uz rijeku u svim godišnjim dobima.
Udruga splavara "Čika Mata" jedinstvena je kao takva u Hrvatskoj. Jedna ulica na rijeci, jedno naselje na rijeci i 100-tinjak ljudi koji svoj život provode na vodi.